# Heinrich Matthias Marcard

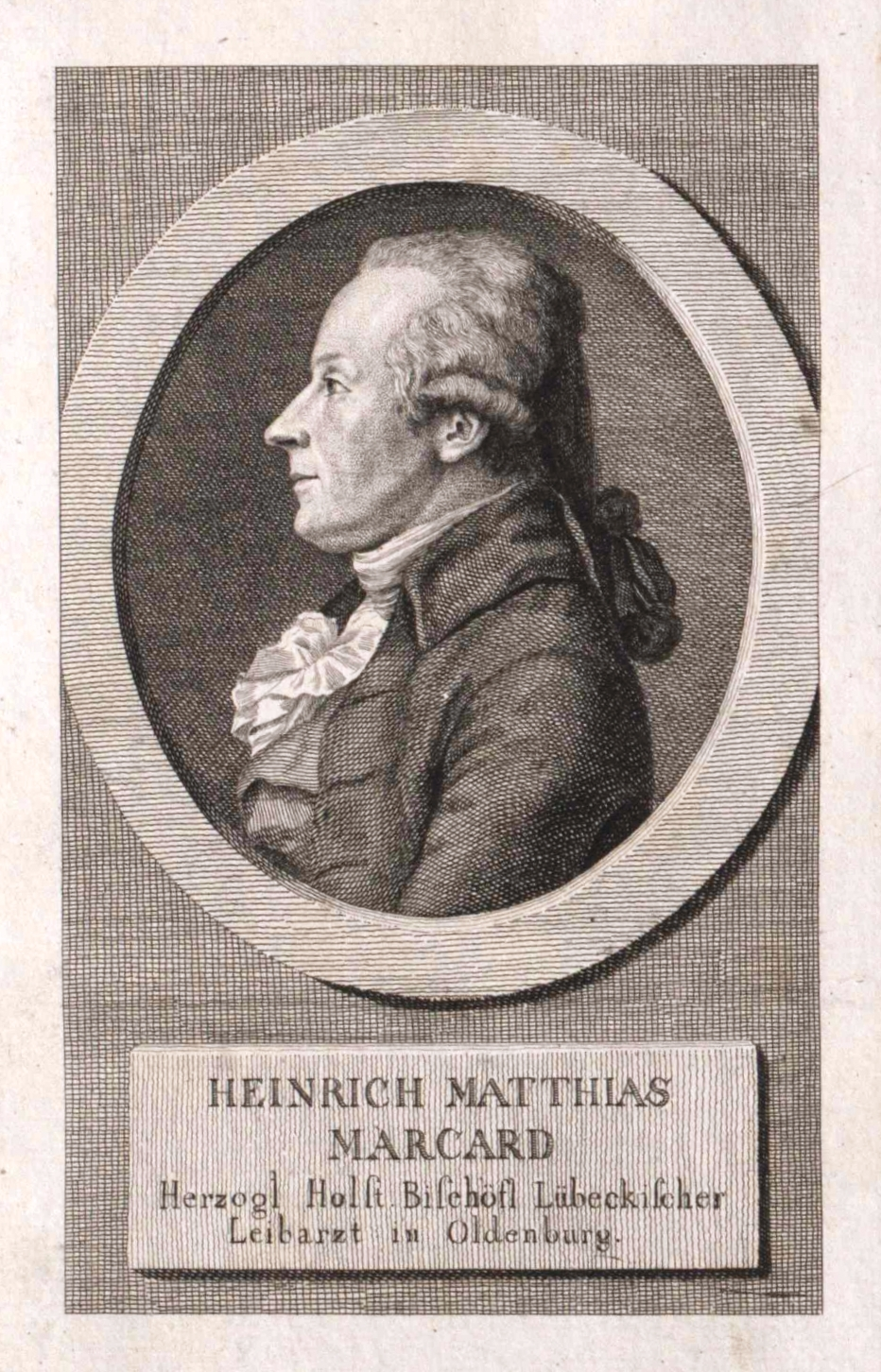
Heinrich Matthias Marcard

Heinrich Matthias Marcard, auch Hinrich Matthias Marcard (* 18. November 1747 in Walsrode; † 16. März 1817 in Hannover) war ein deutscher Mediziner und Schriftsteller sowie Fürstlich Waldeckischer Geheimrat.

## Leben

### Familie
Heinrich Matthias Marcard war der Sohn des Arztes Jakob Nikolaus Marcard (1717–1793) und dessen Ehefrau Karoline Henriette geb. Rischmüller (ca. 1728–1796). Er war zweimal verheiratet. Am 8. Oktober 1782 heiratete er Caroline Juliane Ernestine Hedemann (1755–1796) aus Lauenau. Am 19. Oktober 1800 heiratete er in Hannover Sara Elisabeth Clara Reinbold, Enkelin des bekannten Arztes Paul Gottlieb Werlhof (1690–1767). Von seinen acht Kindern wurde Heinrich Eugen Marcard (1806–1883) Mitglied des Preußischen Abgeordnetenhauses und erlangte als konservativer Publizist und früher Antisemit Bekanntheit.

### Werdegang
Heinrich Matthias Marcard wuchs in Walsrode und ab 1757 in Stade auf, wo er das Gymnasium besuchte. Seit September 1766 studierte er Medizin in Göttingen und promovierte am 24. September 1770 zum Doktor der Medizin. Von 1771 bis 1773 war er als Arzt in Stade tätig und absolvierte 1773 bis 1774 einen Bildungsaufenthalt in England, um sich dann im selben Jahr als „Hofmedikus“ in Hannover niederzulassen. Hier erhielt er engen Kontakt zu dem Arzt und politischen Publizisten Johann Georg Zimmermann, der ihm zum Freund und Vorbild wurde.
Seit 1775 praktizierte Marcard in den Sommermonaten regelmäßig als Brunnenarzt in Bad Pyrmont. Er trug damit maßgeblich zur Entwicklung der Stadt zu einem Kurort bei. Zu den teilweise einflussreichen Badegästen baute er enge Kontakte auf, durch die er eingehend über die wichtigsten Zeitereignisse unterrichtet wurde. In Pyrmont lernte er auch Peter I., Herzog von Oldenburg und Fürstbischof von Lübeck kennen. Am 17. Dezember 1787 erhielt Marcard den Titel „Etatsrat“ und arbeitete als Leibarzt Peters I.
Im September 1788 zog Marcard nach Oldenburg, wo ihm seine ärztliche Tätigkeit genügend Zeit für medizinische Forschungen und für ein aktives gesellschaftliches Leben ließ. Weiterhin arbeitete er jährlich drei Monate als Badearzt in Pyrmont. Als gemäßigter Anhänger der Aufklärung wurde Marcard in Oldenburg von dem Kreis um Gerhard Anton von Halem zunächst als Gesinnungsgenosse begrüßt und sogleich in die von diesem gegründete Literarische Gesellschaft der Stadt aufgenommen. Schon zu dieser Zeit zeichnete sich bei ihm allerdings, ähnlich wie bei seinem Freund Zimmermann, die Hinwendung zum Konservatismus ab, die durch den Ausbruch der Französischen Revolution verstärkt wurde.
In Oldenburg wurde Marcard Hauptvertreter dieser konservativen Strömung, die mit dem Grafen Friedrich Leopold zu Stolberg-Stolberg und teilweise auch mit dem Generalsuperintendenten Esdras Heinrich Mutzenbecher weitere Unterstützer hatte. Auf der anderen Seite stand der in der Literarischen Gesellschaft organisierte Kreis um Halem, der die öffentliche Meinung im aufklärerischen und revolutionsfreundlichen Sinne beeinflussen wollte. Marcard stand auch mit weiteren Verfechtern konservativer Ideen in Nordwestdeutschland in Kontakt, so etwa mit Justus Möser, und bemühte sich, gemeinsam mit Stolberg, den oldenburgischen Landesherrn im konservativen Sinne über die politischen Ereignisse zu informieren und zu beeinflussen.
In diesem Bemühen unterlief ihm 1790 ein schwerer Missgriff, als er dem Schriftsteller August von Kotzebue Material für dessen unter falschem Namen veröffentlichte drastische zynische Satire Doktor Bahrdt mit der eisernen Stirn lieferte, die durch ihre heftigen, unflätigen Angriffe gegen die Aufklärer in der deutschen Öffentlichkeit einen Skandal auslöste. Herzog Peter Friedrich Ludwig allerdings schützte seinen Leibarzt und wies eine auf hannoversche Initiative gegen ihn eingeleitete Untersuchung mit Zustimmung Halems zurück. Obwohl seine Stellung in Oldenburg durch diese Affäre geschwächt wurde, blieb Marcard im Amt und hielt auch an seinen konservativen Überzeugungen fest. In seinen Reisebüchern wandte er sich erneut scharf gegen die Französische Revolution und forderte 1799 sowie 1806 in zwei politisch weitblickenden Schriften Preußen auf, sich der Eindämmungspolitik gegenüber dem revolutionären Frankreich anzuschließen und die Haltung der bewaffneten Neutralität zu beenden. Weiterhin bemühte er sich, den oldenburgischen Herzog über die gegenrevolutionäre Bewegung zu informieren und seine Unterstützung für verschiedene konservative Organe zu gewinnen. Mit seinen sich verschärfenden Ansichten drang er allerdings – wohl auch wegen seines als streitlustig und zuweilen unverträglich bezeichneten Charakters – nicht beim Herzog durch und sein Einfluss blieb begrenzt. Am 16. Oktober 1808 erbat er aus geringfügigem Anlass seinen Abschied aus dem oldenburgischen Dienst.
1809 kehrte Marcard nach Hannover zurück und veröffentlichte im Hannoverschen Magazin sowohl Belletristik als auch medizinische Schriften, die oftmals „Bearbeitungen nach dem englischen Arzt und Hospitalvorsteher Percivall Pott“ waren.
Darüber hinaus schrieb er eine Biographie über seinen Freund Johann Georg Zimmermann.
Heinrich Matthias Marcard wurde auch als „Land- und Garnisonphysikus zu Stade“ tätig. Er starb 1817 in Hannover.

## Mitgliedschaften
Der Königlich Großbritannische Hofmedikus zu Hannover war auch Mitglied der
- Königlich Großbritannischen Gesellschaft der Ärzte zu Edinburgh,
- Königlich Dänischen Gesellschaft der Ärzte zu Kopenhagen, sowie
- Korrespondent der Sozietät der Wissenschaften zu Göttingen.[8]

## Schriften (unvollständig)
- D. Henrich Matthias Marcard, von einer der Kribbelkrankheit ähnlichen Krampfsucht, die in Stade beobachtet ist, Hamburg 1772; 10281355 im VD 18.
- Medicinische Versuche. 2 Bände. Leipzig 1778.
- Heinrich Matthias Marcard, Herzoglich Hollstein-Oldenburgischer Leibmedicus … Ueber die Natur und den Gebrauch der Bäder. Hannover. 1793. 2. Auflage: Wien 1815. 11552476 im VD 18.
- Beschreibung von Pyrmont (mit Kupferstichen). Band 1: Leipzig. Weidmanns Erben und Reich. 1784; online über Google-Bücher. Band 2: 1785.
- (mit A. F. von Kotzebue) Doctor Bahrdt mit der eisernen Stirn, oder Die deutsche Union gegen Zimmermann. Greiz im Vogtland 1790.
- Beytrag zur Biographie des seel. Hofraths und Ritters von Zimmermann, veranlaßt durch die vom Herrn Leibmedicus Wichmann in Hannover herausgegebene Krankheits-Geschichte. Hamburg. Benjamin Gottlob Hoffmann. 1796; 11552573 im VD 18.
- Reise durch die französische Schweiz und Italien. Hamburg 1799.
- Preußens Neutralitätssystem, dessen Ursachen und wahrscheinliche Folgen. Hamburg. 1799.
- Nachtrag zu der Schrift: Preußens Neutralitäts-System, dessen Ursachen und wahrscheinliche Folgen, Hamburg; 11417978 im VD 18.
- Was haben die Mächte von Buonaparte zu erwarten? Bremen 1801.
- Zimmermanns Verhältnisse mit der Kaiserin Catharina II. und mit dem Herrn Weikard. Bremen. 1803.
- Kleines Pyrmonter Brunnenbuch. Pyrmont 1805.
- Reverien eines deutschen Patrioten über die jetzige Lage von Europa und einen möglichen Frieden. Oldenburg 1806.
- Über die kochsalzhaltigen Mineralwasser zu Pyrmont und deren Arznei-Gebrauch. Hamburg. 1810.
- Franzosen-Spiegel für deutsche Patrioten. Pyrmont 1815.